# Когато гръм удари, как ехото заглъхва
„Когато гръм удари, как ехото заглъхва“ е българска пиеса на Пейо Яворов.
„Когато гръм удари, как ехото заглъхва“, втората по хронологичност пиеса на Пейо Яворов, се съсредоточава върху психологическите колизии, които предизвикват разрива в едно щастливо семейство. Дълго пазената тайна на Бистра Попович е разкрита и това драматично променя съдбите на всички герои. Какво ни причиняват истината и любовта, макар и безгранична? Носи ли щастие разрешението на една морална дилема и на кого? Много въпроси в сгъстения от болка въздух на сцената, които често нямат еднозначен отговор, затова и продължават да ни вълнуват.
Пиесата е поставена на 26 март 2019 г. в Народния театър „Иван Вазов“.

## Актьори
- Теодора Духовникова – Бистра[3]
- Иван Юруков – Полковник Витанов[3]
- Дарин Ангелов – Сава Попович[3]
- Радина Боршош – Олга[3]
- Неделин Найденов – Данаил[3]
- Богдан Бухалов – Поручик Друмев[3]

## Екип
| Сценична версия       | Юрий Дачев Бина Харалампиева   |
| Режисьор              | Бина Харалампиева              |
| Сценография и костюми | Свила Величкова                |
| Музика                | Асен Аврамов                   |
| Драматург             | Мирела Иванова                 |
| Асистент-режисьори    | Меглена Димитрова Ива Манолова |
| Художник на плаката   | Янина Петрова                  |
| Фотограф              | Стефан Н. Шерев                |